# Kaiser Chiefs
I Kaiser Chiefs sono un gruppo indie rock inglese formatosi nel 1997 a Leeds con il nome di Parva.
Nel 2003 hanno assunto il nome Kaiser Chiefs, decidendo di ispirarsi alla squadra in cui il capitano sudafricano del Leeds Lucas Radebe militava a inizio carriera.
Hanno vinto tre Brit Awards nelle categorie Best Group, Best British Rock Act e Best Live Act nell'edizione del 2006 e un NME Award per l'album Employment nella categoria Best Album 2006.
Dopo due dischi di modesto successo pubblicati con il nome di Parva, hanno debuttato nel 2005 con l'album Employment, disco ispirato alla new wave e alla musica punk rock di fine anni settanta, capace di vendere oltre tre milioni di copie. Nello stesso anno l'album fu in lizza per il Mercury Prize. In totale hanno pubblicato otto album in studio e una raccolta.

## Storia

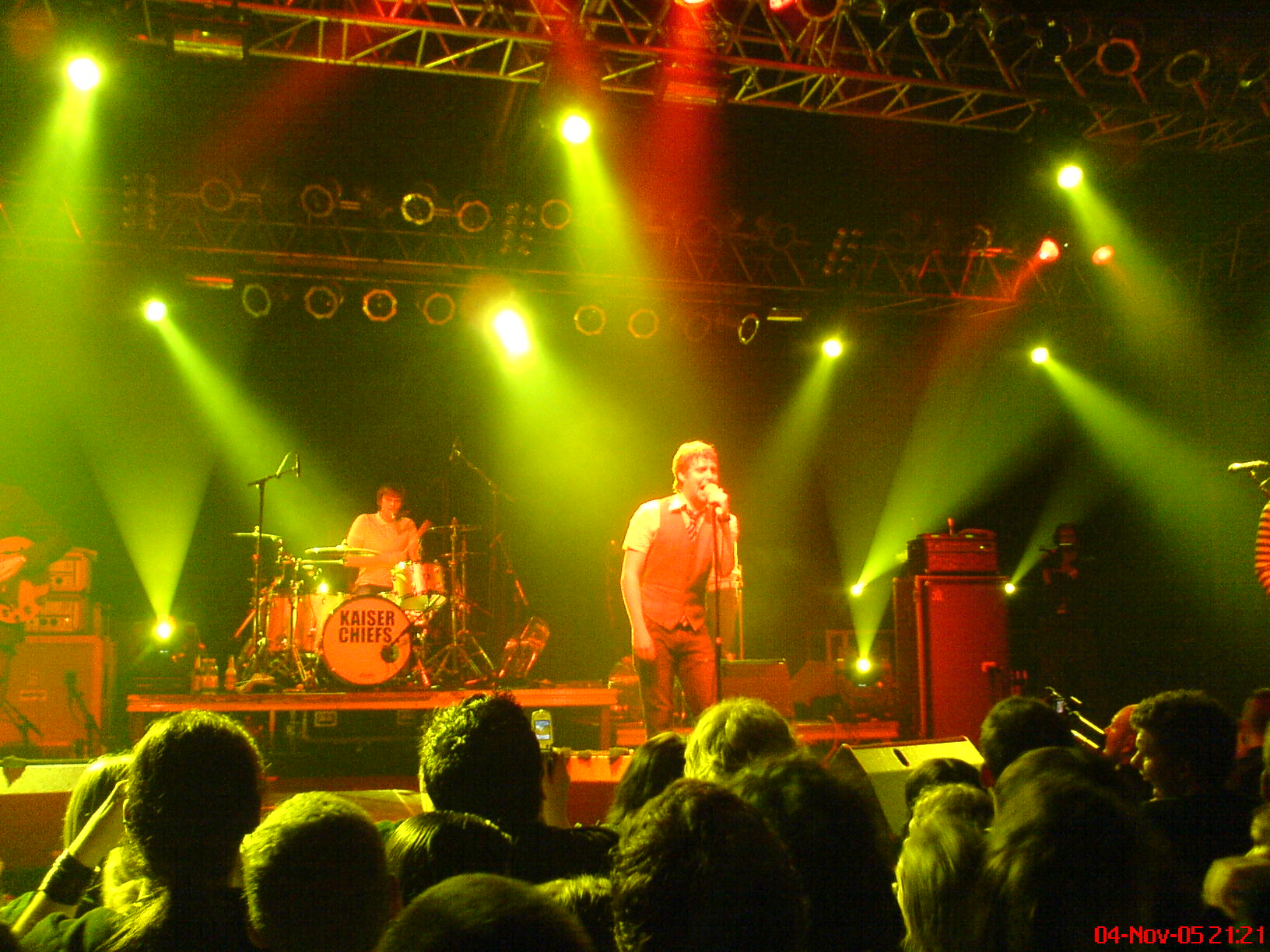
I Kaiser Chiefs sul palco a Monaco di Baviera nel novembre 2005

Simon Rix (basso), Nick "Peanut" Baines (tastiere) e Nick Hodgson (batteria e cori) si incontrarono nella loro città natale, Leeds, e nell'estate del 1997 formarono i Parva. Reclutarono successivamente Ricky Wilson (voce) e Andrew "Whitey" White (chitarra), che suonavano in una cover band dei Rolling Stones. A cavallo tra il 2001 e il 2002 il gruppo pubblicò quattro singoli ("Good Bad Right Wrong", "Heavy", "Hessles" e "TV"), contenuti anche nell'album di debutto 22, uscito nel 2003 per Mantra Recordings, etichetta che fallì di lì a poco, lasciando la band senza un contratto discografico. La band decise dunque di riformarsi con un altro nome, Kaiser Chiefs, con l'intenzione di ottenere un altro contratto discografico. Sotto la guida manager James Sandom, il gruppo fu ingaggiato dalla B-Unique Records.
Grazie all'NME Awards Tour (una serie di concerti organizzati dalla famosa rivista indipendente), i Kaiser Chiefs ebbero l'opportunità di suonare assieme ai più grandi nomi della nuova scena rock anglo-statunitense. Durante un concerto degli Ordinary Boys, cui per l'occasione i Kaiser Chiefs facevano da gruppo spalla, la band di Leeds conobbe Stephen Street, produttore, cui consegnò un CD contenente alcuni demo, proponendogli di collaborare alla creazione del disco di debutto. Verso la metà di agosto del 2004 il gruppo incontrò il produttore agli Olympic Studios, dove registrò la canzone I Predict A Riot insieme all'ingegnere del suono Cenzo Townshend.
Di lì a poco, il 7 marzo 2005, la band pubblicò il suo primo album, Employment, che riscosse un ottimo successo, trascinato dal primo singolo Oh My God, che diventò inno dei tifosi del Leeds e raggiunse le prime dieci posizioni negli Stati Uniti. I Predict a Riot, prima canzone registrata con Street, fu il secondo singolo. I successivi singoli dell'album furono Everyday I Love You Less and Less, hit dell'estate del 2005, e Modern Way. Nel luglio 2005 la band si esibì al Live 8 a Filadelfia.
A due anni dal grande successo di Employment, il gruppo pubblicò Yours Truly, Angry Mob (2007), che raggiunse le vette delle classifiche inglesi ed europee. Il 19 febbraio 2007 uscì il primo singolo Ruby, il quale raggiunse il primo posto delle classifiche britanniche. Il secondo singolo estratto dall'album fu Everything Is Average Nowadays, il terzo The Angry Mob. A ottobre 2007 uscì il singolo Love's Not a Competition (But I'm Winning) solo in vinile e sul web, mentre a supporto del disco fu intrapreso un tour mondiale di 120 date.
Il 20 ottobre 2008 la band pubblicò il terzo album in studio, Off with Their Heads, da cui furono estratti i singoli Never Miss a Beat e Good Days Bad Days.
Nel 2011 i Kaiser Chiefs pubblicarono il quarto album, The Future Is Medieval, anticipato dal singolo Little Shocks. Per l'occasione il gruppo lanciò una particolare iniziativa: attraverso il sito web ufficiale del complesso, infatti, era possibile scegliere dieci brani tra i venti messi a disposizione più una copertina, creando così un disco personalizzato. Dall'album ufficiale, contenente tredici tracce (tra cui Kinda Girl You Are, la quale non fu resa disponibile sul sito), fu estratto come secondo singolo il brano Man On Mars. Nel novembre 2011 la band pubblicò sul proprio canale YouTube il videoclip ufficiale del terzo singolo, Kinda Girl You Are.

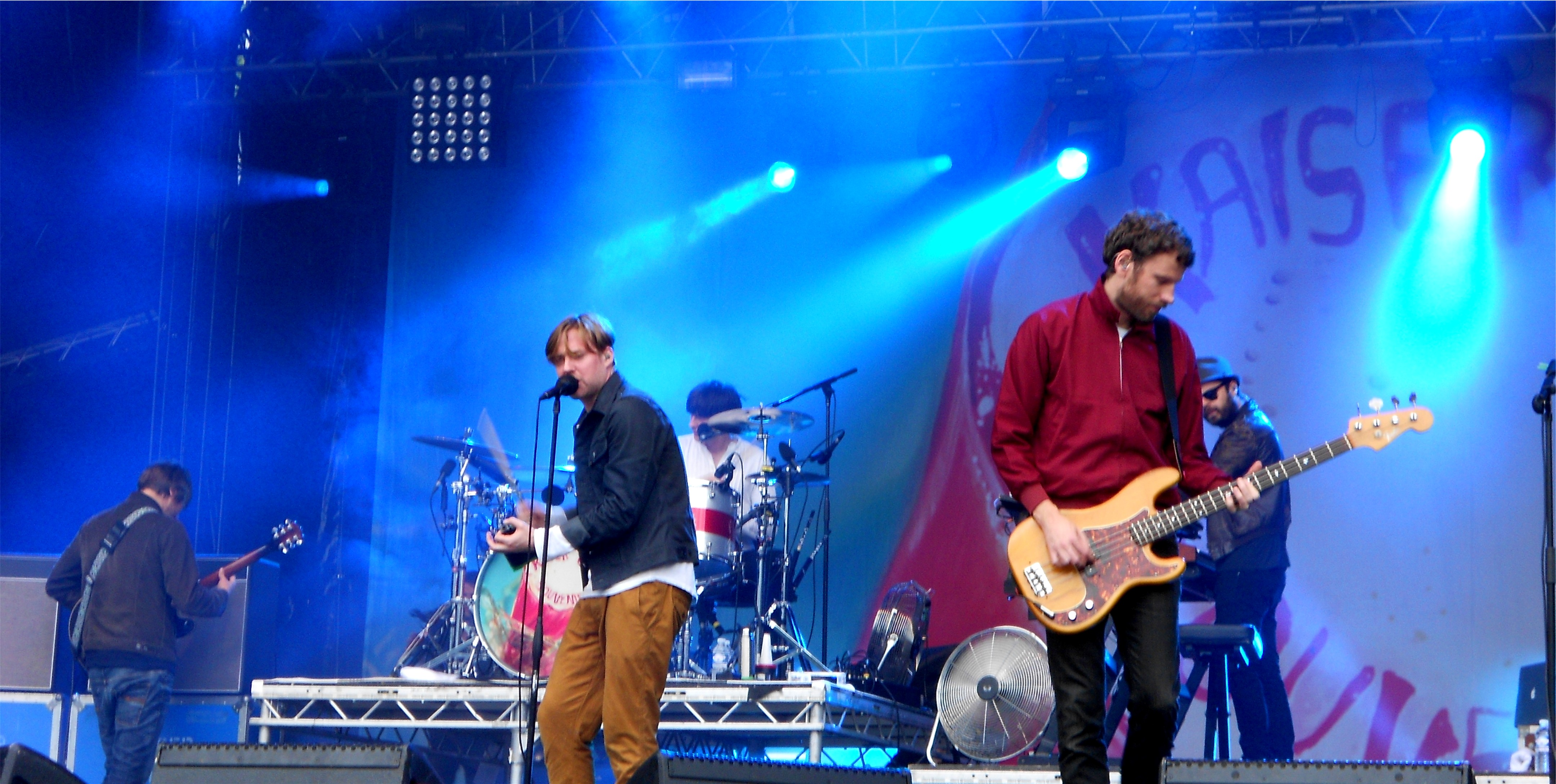
I Kaiser Chiefs in concerto al Festival di Beauregard nel luglio 2012

Il 6 marzo 2012 fu pubblicato il disco Start the Revolution Without Me, un'edizione di The Future Is Medieval destinata al mercato statunitense. Nella tracklist, molto diversa rispetto a quella dell'album originario, figura anche On the Run, che fu anche il primo singolo del 2012.
Il 4 giugno 2012 la band diede alle stampe Souvenir: The Singles 2004-2012, primo greatest hits, contenente anche la nuova canzone Listen to Your Head. Il 12 agosto seguente la band si esibì dal vivo alla cerimonia di chiusura delle Olimpiadi di Londra, suonando Pinball Wizard degli Who. Nel novembre 2012 la band annunciò una serie di concerti, tra cui quello alla Leeds Arena, città di origine del gruppo, previsto per il settembre 2013.
Il 4 dicembre 2012 il batterista e compositore Nick Hodgson annunciò su Twitter di aver lasciato la band per dedicarsi a progetti differenti. La band confermò l'abbandono tramite il proprio sito ufficiale. Il 7 febbraio 2013 Vijay Mistry dei Club Smith entrò a far parte della band come batterista e percussionista per l'imminente tour europeo.
Il tour britannico, comprendente 13 date, partì l'11 febbraio con una data al Sands Centre di Carlisle, toccò Glasgow, Dunfermline, Manchester, Bridlington, Newcastle, Preston, Cheltenham, Wolverhampton, Southampton, Margate e Cambridge e si concluse il 1º marzo 2013 alla O2 Academy Brixton di Londra. Il 1º giugno 2013 la band, insieme agli All Time Low, fece da supporter ai Green Day per il concerto all'Emirates Stadium della capitale britannica. Nel settembre 2013 la band si esibì nella nuova First Direct Arena della nativa Leeds.
Nel corso del tour i Kaiser Chiefs presentarono dal vivo molte nuove canzoni: Living Underground, You've Got The Nerve, Penny Black, Bows & Arrows, Misery Company, Coming Home, Saying Goodbye, One More Last Song. Il 26 novembre fu reso noto il titolo del nuovo album, Education, Education, Education & War, comprendente alcune delle canzoni suonate in tour oltre a Roses, My Life, Meanwhile Up In Heaven. Il 3 dicembre 2013 la band annunciò che il disco sarebbe uscito il 31 marzo 2014. Nel disco sarebbero stati presenti i due inediti che erano stati presentati dal vivo nel corso dei tour estivi del 2013 in Sudamerica, a Londra e a Leeds: Coming Home e Misery Company, brani mai pubblicati ufficialmente su disco in precedenza.

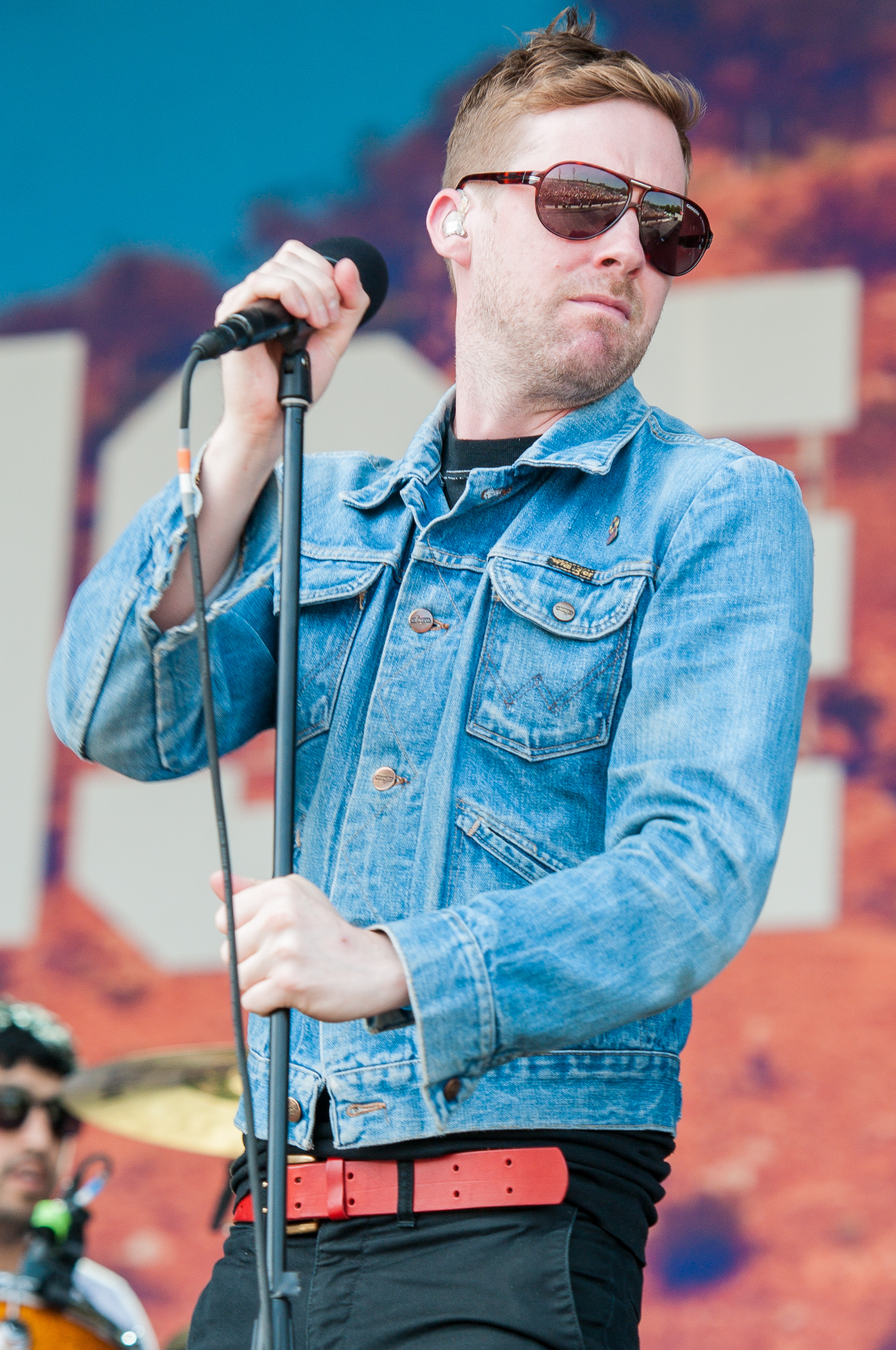
Ricky Wilson sul palco del Rock im Park 2014

Il quinto lavoro in studio della band fu registrato negli Stati Uniti tra una pausa e l'altra dei vari impegni dei membri della rinnovata band. Le registrazioni si tennero per lo più ad Atlanta, in Georgia, ai Maze Studios, e agli Electric Lady Studios di New York. Il produttore è Ben H Allen III, in passato già con Gnarls Barkley, Animal Collective e i Deerhunter. L'album tratta i temi della politica e della guerra. Il primo singolo estratto dal nuovo album fu Coming Home, pubblicato il 13 febbraio 2014. Il secondo singolo fu Meanwhile Up In Heaven e il terzo My Life. A supporto del disco i Kaiser Chiefs tennero concerti al Gorilla Club di Manchester e allo Scala Club di Londra, oltre che a Madrid, New York, Città del Messico e Los Angeles. Nel febbraio 2015 si esibirono alla O2 Arena di Londra, alla First Direct Arena di Leeds e intrapresero un tour in Sudamerica a supporto dei Foo Fighters.
Il 28 gennaio 2015 la band pubblicò il singolo Falling Awake. Il 26 giugno seguente aprì il concerto degli Who ad Hyde Park, a Londra.
Il sesto album in studio della band, Stay Together, prodotto da Brian Higgins, fu anticipato dai singoli Parachute, pubblicato online il 14 giugno 2016, e Hole in My Soul, pubblicato il 18 agosto seguente. Il disco, prodotto da Wilson e da Brian Higgins, uscì il 7 ottobre 2016 e si caratterizza per un sound marcatamente synth pop. Il tour europeo dell'album si svolse in Europa nei primi mesi del 2017.
Nell'aprile 2018 la band firmò nuovamente con la Polydor Records per la composizione e la registrazione del nuovo album, Duck, che fu messo sul mercato il 26 luglio 2019 con la produzione di Ben H. Allen, già al lavoro con la band per il disco del 2014. Il nuovo lavoro in studio fu anticipato dall'uscita, il 23 maggio 2019, del singolo Record Collection, mentre il secondo singolo, People Know How To Love One Another, uscì il 13 giugno di quell'anno.
Nell'ottobre 2022 fu annunciato il singolo How 2 Dance, pubblicato il 4 novembre seguente e incluso nell'album di prossima uscita. Nello stesso mese la band tenne un tour comprendente varie date nel Regno Unito. L'11 aprile 2023 fu pubblicato il singolo Jealousy, mentre il terzo singolo, Feeling Alright, fu pubblicato il 24 ottobre 2023.
Nel marzo 2024 è stato pubblicato, per l'etichetta V2 Records, Kaiser Chiefs' Easy Eighth Album, l'ottavo disco in studio della band, prodotto da Nile Rodgers e Amir Amor.

## Formazione

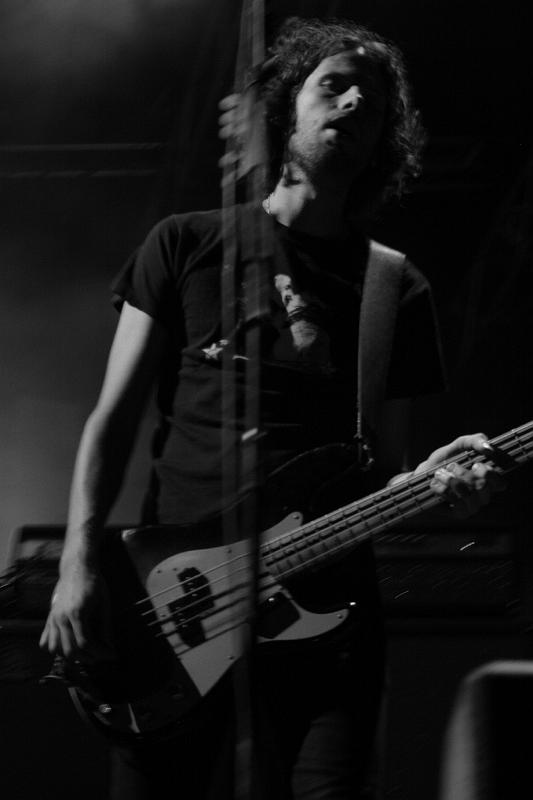
Simon Rix

- Ricky Wilson - voce (1997-presente)
- Andrew "Whitey" White - chitarra (1997-presente)
- Simon Rix - basso (1997-presente)
- Nicholas Matthew "Peanut" Baines - tastiere, sintetizzatore (1997-presente)
- Vijay Mistry – batteria e percussioni (2012-presente)

### Ex componenti
- Nick Hodgson - batteria, voce (1997-2012)

## Discografia

### Album in studio

#### Come Parva
- 2002 – Parva Times
- 2003 – 22

#### Come Kaiser Chiefs
- 2005 – Employment
- 2007 – Yours Truly, Angry Mob
- 2008 – Off with Their Heads
- 2011 – The Future Is Medieval
- 2012 – Start the Revolution Without Me[12]
- 2014 – Education, Education, Education & War
- 2016 – Stay Together
- 2019 – Duck
- 2024 - Kaiser Chiefs' Easy Eighth Album

### Raccolte
- 2012 – Souvenir: The Singles 2004-2012

### Singoli
- 2004 – Oh My God
- 2004 – I Predict a Riot
- 2005 – Oh My God (ripubblicato)
- 2005 – Everyday I Love You Less and Less
- 2005 – I Predict a Riot/Sink that Ship
- 2005 – Modern Way
- 2006 – You Can Have It All (vinile)
- 2007 – Ruby
- 2007 – Everything Is Average Nowadays
- 2007 – The Angry Mob
- 2007 – Love's Not a Competition (But I'm Winning) (vinile)
- 2008 – Never Miss a Beat
- 2008 – Good Days Bad Days
- 2011 – Little Shocks
- 2011 – Man on Mars
- 2011 – Kinda Girl You Are
- 2012 – On the Run
- 2012 – Listen to Your Head
- 2014 – Coming Home
- 2014 – Meanwhile Up In Heaven
- 2014 – My Life
- 2015 – Falling Awake
- 2016 – Parachute
- 2016 – Hole in My Soul
- 2016 – We Stay Together
- 2019 – Record Collection
- 2019 – People Know How to Love One Another
- 2020 - Zombie Prom
- 2022 - How 2 Dance
- 2023 - Jealousy

## Colonne sonore
La musica dei Kaiser Chiefs è stata utilizzata da numerosi videogiochi, come Pro Evolution Soccer 2008, Pro Evolution Soccer 2009 e Pro Evolution Soccer 2010, di Konami, rispettivamente con i brani Thank You Very Much, Never Miss A Beat e Ruby. Il brano I Predict a Riot è incluso nella colonna sonora del videogioco Gran Turismo 4, mentre Ruby è parte della colonna sonora dei videogiochi Guitar Hero III: Legends of Rock, LEGO Rock Band e Project Gotham Racing 4. Il brano Never Miss A Beat è stato utilizzato nel videogioco Guitar Hero 5.